# Cabourg
Cabourg je letoviško naselje in občina v severozahodnem francoskem departmaju Calvados regije Spodnje Normandije. Leta 2009 je naselje imelo 4.005 prebivalcev.

## Geografija
Kraj se nahaja v pokrajini Normandiji ob izlivu reke Dives v Rokavski preliv, 32 km severovzhodno od središča regije Caena.

## Uprava
Cabourg je sedež istoimenskega kantona, v katerega so poleg njegove vključene še občine Amfreville, Bavent, Bréville-les-Monts, Colombelles, Escoville, Gonneville-en-Auge, Hérouvillette, Merville-Franceville-Plage, Petiville, Ranville, Sallenelles in Varaville z 20.857 prebivalci.
Kanton Cabourg je sestavni del okrožja Caen.

## Šport
Cabourg je leta 1926 gostil evropski finale teniškega turnirja, predhodnika Davisovega pokala.

## Pobratena mesta
- Atlantic City (New Jersey, ZDA),
- Bad Homburg vor der Höhe (Hessen, Nemčija),
- Bromont (Québec, Kanada),
- Castro-Urdiales (Kantabrija, Španija),
- Chur (Graubünden, Švica),
- Jurmala (Latvija),
- Mayrhofen (Tirolska, Avstrija),
- Mondorf-les-Bains (Luksemburg),
- Oussouye (Senegal),
- Salcombe (Anglija, Združeno kraljestvo),
- Spa (Valonija, Belgija),
- Terracina (Lacij, Italija).